# Cachopu
El cachopu és un plat característic de la cuina asturiana. Són dos bistecs de vedella grans i, enmig de tots dos, pernil i formatge. Es prepara fregit, arrebossat amb ou i pa ratllat. S'acostuma a servir amb patates, pebrots o xampinyons fregits, o totes tres coses alhora.